# 北カンタベリー地震 (1888年)
北カンタベリー地震（きたカンタベリーじしん）は、1888年9月1日午前4時10分頃、ニュージーランド南島の北カンタベリー地方を震央に、前夜からの前震に引き続いて発生した。震央はハンマースプリングスの西約35kmであった。
震央の南東約100kmにあるクライストチャーチでは、40秒から50秒の間揺れが続いた。地震の規模を示すマグニチュードは7.0 - 7.3と推定されている。震央地域では農業関係の建築に大きな被害が報告され、クライストチャーチ大聖堂の尖塔は先端部の約7.8メートルが崩壊した。この地震は横ずれ断層の移動に関係することが認められた最初の地震であった。